# Premi Goncourt des Lycéens
El Premi Goncourt des Lycéens és un premi literari organitzat per l'Fnac i el Ministeri d'Educació francès, el jurat del qual es compon anualment d'uns 2.000 estudiants de secundària francesos, que disposen de dos mesos per llegir i estudiar els llibres d'una selecció de novel·les presentades al Premi Goncourt.
El Premi va ser creat el 1988 per la Fnac, juntament amb el rectorat de Rennes i amb l'acord de l'Académie Goncourt, i s'atorga en aquesta ciutat a principis de novembre, pocs dies després de fer-se públic el veredicte del Premi Goncourt.

## Palmarès
- 1988: L'Exposition coloniale, d'Erik Orsenna (Seuil)
- 1989: Un grand pas vers le bon dieu, de Jean Vautrin (Grasset)
- 1990: Le petit prince cannibale, de Françoise Lefèvre (Actes Sud)
- 1991: Les Filles du calvaire, de Pierre Combescot (Grasset9
- 1992: L'île du lézard vert, de Eduardo Manet (Flammarion)
- 1993: Canines, d'Anne Wiazemsky (Gallimard)
- 1994: Belle-mère, de Claude Pujade-Renaud (Actes Sud)
- 1995: Le Testament français, d'Andrei Makine (Mercure de France)
- 1996: Instruments des ténèbres, de Nancy Huston (Actes Sud)
- 1997: Le Maître des paons, de Jean-Pierre Milovanoff (Julliard9
- 1998: Mille six cents ventres, de Luc Lang (Fayard)
- 1999: Première Ligne, de Jean-Marie Laclavetine (Gallimard)
- 2000: Allah n'est pas obligé, d'Ahmadou Kourouma (Seuil)
- 2001: La Joueuse de Go, de Shan Sa (Grasset)
- 2002: La mort du Roi Tsongor, de Laurent Gaudé (Actes Sud)
- 2003: Farrago, de Yann Apperry (Grasset)
- 2004: Un secret, de Philippe Grimbert (Grasset)
- 2005: Magnus, de Sylvie Germain (Albin Michel)
- 2006: Contours du jour qui vient, de Léonora Miano (Plon)
- 2007: Le Rapport de Brodeck, de Philippe Claudel (Stock)
- 2008: Un brillant avenir, de Catherine Cusset (Gallimard)
- 2009: Le club des incorrigibles optimistes, de Jean-Michel Guenassia (Albin Michel)
- 2010: Parle-leur de batailles, de rois et d'éléphants, de Mathias Énard (Actes Sud)
- 2011: Du domaine des murmures, de Carole Martinez (Gallimard)
- 2012: La Vérité sur l'Affaire Harry Quebert, de Joël Dicker (Éditions de Fallois / L'Âge d'Homme)
- 2013: Le Quatrième Mur, de Sorj Chalandon (Grasset)
- 2014: Charlotte, de David Foenkinos (Gallimard)
- 2015: D'après une histoire vrai, de Delphine de Vigan (Lattés)
- 2016: Petit Pays, de Gaël Faye (Grasset)
- 2017: L'Art de perdre, de Alice Zeniter (Flammarion)
- 2018: Frère d'âme, de David Diop (Seuil)
- 2019: Les Chose humaines, de Karine Tuil (Gallimard)
- 2020: Les Impatientes, de Djaili Amadou Amal (Emmanuelle Collas)
- 2021: S'adapter, de Clara Dupond-Monod (Stock)
- 2022: Beyrouth-sur-Sein, de Sabyl Ghoussoub (Stock)